# Serrat de la Talaia (Olius)
|  | Aquest article tracta sobre el Serrat de la Talaia d'Olius. Vegeu-ne altres significats a «Serrat de la Talaia (Borredà)». |

El Serrat de la Talaia és una muntanya de 832 metres que es troba al municipi d'Olius, a la comarca catalana del Solsonès.